# Paradelphomyia nebulosa
Paradelphomyia nebulosa är en tvåvingeart som först beskrevs av de Meijere 1913.  Paradelphomyia nebulosa ingår i släktet Paradelphomyia och familjen småharkrankar. Inga underarter finns listade i Catalogue of Life.